# Jun Suzuki
Jun Suzuki (鈴木 淳, 17 d'agost de 1961) és un exfutbolista del Japó.
L'agost de 1979, va ser seleccionat per la selecció nacional sub-20 del Japó per al Campionat Mundial juvenil de 1979.
Comença la seua carrera professional al Fujita Industries el 1984. Ha jugat als clubs Matsushima SC i Brummell Sendai i es va retirar a finals de la temporada 1996.